# The Deep State: The Fall of the Constitution and the Rise of a Shadow Government
The Deep State: The Fall of the Constitution and the Rise of a Shadow Government är en systemkritisk  politisk bok (på 336 sidor) från 2016 av den amerikanske författaren och mångårige kongresstjänstemannen Mike Lofgren, vilken tidigare nått framgång och stora upplagor med den likaledes systemkritiska boken "The Party Is Over". 

## Bakgrund
2011 publicerade Lofgren en essä med titeln Goodbye to All That: Reflections of a GOP Operative Who Left the Cult. I essän förklarar han orsakerna till varför han avgick i förtid från sitt arbete på Kongressen. Det var, skrev han, för att han var "förskräckt över republikanernas huvudlösa rusning för att omfamna politiska reformer som är djupt skadliga för detta lands framtid", men också att han kände förakt eller förnärmelse inför Demokraternas grava inkompetens och halvhjärtade försök att stoppa dem. (engelskt citat: He was appalled at the headlong rush of Republicans to embrace policies that are deeply damaging to this country’s future; and contemptuous of the feckless, craven incompetence of Democrats in their half-hearted attempts to stop them.). Lofgren anklagade båda partier för det nuvarande tragiska tillståndet i landet, men i synnerhet kritiserade han Republikanerna, vilka han menade blivit alltmer som en apokalyptisk kult. En kult som dessutom mest värnar om sina rika donatorer och som dras mot anti-intellektuell, anti-vetenskaplig och religiös fundamentalism. 2012 publicerade han boken The Party Is Over: How Republicans Went Crazy, Democrats Became Useless and the Middle Class Got Shafted, vilken bland annat beskrivits som en skarp och inträngande politisk skrift av Mary Carroll på Booklist (i en så kallad "starred review").

## Boken i sammandrag
Lofgren tecknar i boken en bild av Amerika (USA) med djupgående problem, där de styrande klasserna säljer sina själar till högstbjudande, en civilisation som är fångad i krigsekonomin, där moralisk kompass fullständigt lyser med sin frånvaro, där infrastruktur blir eftersatt, där klyftorna ökar och reallönerna sjunker, och där dricksvattnet blir allt sämre. Mike Lofgren var den förste att använda begreppet Deep State vid en beskrivning av USA:s politiska system, i en essä och intervju om "Moyers and Company" (i vilken han kopplade ihop den högsta politiska nivån med Wall Street och Silicon Valley). I boken Deep State... går han vidare och fördjupar denna analys. 
Detta efter att redan i inledningen slagit fast, eller tydliggjort sin ståndpunkt,  att den "djupa staten är den stora historien om vår tid". Att det är den "röda tråden som går genom kriget mot terrorism", genom "militariseringen av utrikespolitiken", genom "deindustrialiseringen av den amerikanska ekonomin", genom "uppkomsten av en plutokratisk social struktur" och genom uppkomsten av det nuvarande historiskt ojämlika amerikanska samhället. (citat ur inledningen översatta till svenska) 
I slutet av boken ger Lofgren några förslag på reformer. Däribland att kraftigt beskära möjligheterna till privata donationer i samband med politiska val. Ett annat förslag är att kraftigt skära ned USA:s militärutgifter och antalet militärbaser utomlands, liksom även säkerhetstjänstens verksamhet. Är det verkligen nödvändigt, frågar han sig, för USA att hålla militära trupper i Sydkorea, Europa eller Japan.  
Resonemangen och det starkt systemkritiska perspektivet i boken utvecklas med en långvarig personlig erfarenhet av maktens korridorer som utgångspunkt. Lofgren arbetade i nästan tre decennier på Capitol Hill, det vill säga i Kongressen, varav sexton år i Budgetkommitten (the Budget Committee).

## Tolkningar, kritik, intervjuer

### Intervjun i Salon
Lofgren intervjuades 2016 av Salon, för att få en djupare förståelse av dennes synsätt inom de områden som Deep State... tar upp. I intervjun framkommer att Lofgren inte menar att den djupa staten är någon konspiration. Tvärtom är det något som (numera) opererar i öppet ljus.  
Det är enligt Lofgren personer som över tid uppnått ett slags positioner och som agerar som de gör eftersom det ligger i deras eget intresse att agera just så. Det framkommer också att Lofgren menar att den djupa staten i USA kan spåras historiskt till Andra Världskriget och det storskaliga, hemliga, Manhattan-projektet. De tyngsta och mest betydande institutionerna i den amerikanska djupa staten, säger han i intervjun, är precis dem som allmänheten säkert också skulle nämna, det militärindustriella komplexet, Pentagon och alla dess leverantörer, finansdepartementet, justitiedepartementet, vissa domstolar, säkerhetstjänsten och så vidare.

### Chicago Tribune
Mark Armbinder skriver i Chicago Tribune om det han uppfattar som myter om och kring den djupa staten. En av dessa myter, som han menar att Lofgren också tycks dra mot i sin framställning, är att den djupa staten är nästintill omöjlig att rå på och förändra (eftersom den har så stor makt). Det stämmer inte enligt Armbinder, tvärtom är den djupa staten högst fragil och sårbar, vilket inte minst visat sig genom Edward Snowdens "intellektuella revolt mot NSA".